# Clay Pits
Clay Pits (ook Clay Pitts) is een verlaten vissersnederzetting in de Canadese provincie Newfoundland en Labrador. De kleine plaats bevindt zich aan de oostkust van het eiland Newfoundland.

## Geografie
Clay Pits bevindt zich aan de zuidelijke oever van de Southwest Arm, een grote zijarm van de Trinity Bay. De plaats maakt deel uit van het local service district Caplin Cove-Southport en bevindt zich ruwweg halverwege de dorpen Little Heart's Ease en Butter Cove.
De plaats is bereikbaar via een 850 meter lange grindweg die aan de noordrand van Little Heart's Ease de verbinding maakt met provinciale route 204.
Aan de rand van de kleine nederzetting bevinden zich een aantal kleiputten, waaraan de plaats haar naam dankt.

## Geschiedenis
De kleine nederzetting werd gesticht rond het jaar 1850 door de families Benson en Vardy uit Grates Cove.
In 1884 telde de plaats twaalf inwoners. Ook in 1891 woonden er te Clay Pits twaalf personen, die vrijwel allemaal leefden van de visvangst en -verwerking. Er werd echter ook in beperkte mate aan veeteelt gedaan.
In 1936 telde de plaats zes mannen op werkbare leeftijd, dewelke allen de familienaam Benson droegen en allen visser als beroep hadden. Halverwege de 20e eeuw werd de plaats uiteindelijk verlaten, net als vele tientallen andere kleine gehuchten in Newfoundland.
De plaats had nooit een kerk, maar viel parochiaal onder de anglicaanse Sint-Albanuskerk van Gooseberry Cove.
Ondanks het feit dat Clay Pits geen permanente inwoners meer heeft, bestaat de nederzetting nog steeds en valt ze te bezoeken via de grindweg erheen die ook dienstdoet als wandelpad.